# 塞吉斯蒙多·莫雷特
塞吉斯蒙多·莫雷特-普伦德加斯特（西班牙語：Segismundo Moret y Prendergast，1833年6月2日—1913年1月28日) ，西班牙自由党政治人物。曾任海外事务大臣、内政大臣、外交大臣、公共工程大臣，众议院议长等职位。两次担任首相。

## 早年生活
1833年6月2日出生于加的斯的一个商人家庭，母亲是爱尔兰人。毕业于马德里中央大学法律专业。1858年担任大学财政部门主管。家庭出身和家乡的原因使他支持自由贸易原则。
1863年当选雷阿尔城省阿尔马登市议员，但不久后辞职。1868年光荣革命后被选为雷阿尔城省制宪会议议员，参与制定《1869年宪法》。

## 参与政治
1870年3月至12月在胡安·普里姆内阁中担任海外事务大臣。期间推动波多黎各废除奴隶制的法案，史称《莫雷特法》。1871年，阿玛迪奥一世国王即位，莫雷特担任财政大臣，但由于烟草特许经营权的某些违规行为引咎辞职。
1871年被任命为驻英国大使。辞去大使职务后定居伦敦，经营银行业务。1875年波旁王朝复辟后回到西班牙，创立了民主君主党。1882年该党并入左翼王朝， 最终加入普拉克塞德斯·马特奥·萨加斯塔领导的自由党。
1883年10月至1884年1月，在何塞·波萨达·埃雷拉内阁中担任内政大臣。1885年加入自由党。在萨加斯塔内阁中历任外交大臣（1885-1888、1894）、内政大臣（1888、1901、1902）、公共工程大臣（1892）和海外事务大臣（1897-1898）等职位。作为海外事务大臣，他颁布了古巴和波多黎各的自治法案，试图阻止这两个殖民地的解放，但最终徒劳无功。
萨加斯塔死后，他参加了自由党的内部党争，与尤金尼奥·蒙特罗·里奥斯进行了激烈的斗争。但他的顾忌和犹豫阻碍了他的前进道路。1902年，他创建了社会改革研究所，这是未来西班牙劳工部的雏形。

## 担任首相
1905年11月，时任首相蒙特罗因反对国王查封《Cu-Cut!》被迫辞职。塞吉斯蒙多·莫雷特继任首相。他支持军方并通过了《镇压危害国家军队安全法》，使得加泰罗尼亚地区爆发大规模抗议。他采取支持共和主义者亚历杭德罗·勒鲁克斯，将巴塞罗那的工人运动与加泰罗尼亚独立分子分离开来。1906年5月，阿方索十三世遭遇刺杀。1906年7月，莫雷特引咎辞职。
1906年11月，莫雷特再次担任首相。国会对他的政府发动不信任投票。12月4日，新政府成立48小时后不得不辞职。
1909年悲剧周之后，莫雷特第三次担任首相，兼任内政大臣。但上一届国会并未解散，莫雷特不得不再次在1910年2月辞职。在新一届国会选举中，他被党内同事何塞·卡纳莱哈斯·门德斯击败，最终退出政界。1912年，纳莱哈斯被暗杀。罗曼诺内斯伯爵政府选举他为众议院议长，他一直担任该职位直至去世。

## 去世
1913年1月28日于马德里逝世，享年79岁。